# Test Drive 6
Test Drive 6 – komputerowa gra wyścigowa wyprodukowana przez Atari/Infogrames i wydana przez Atari. Test Drive 6 nie wprowadza żadnych znaczących zmian w stosunku do części poprzedniej, poza tuningiem mechanicznym samochodów. W grze występują trasy umiejscowione w aglomeracjach miejskich, takich jak Londyn czy Nowy Jork. Jest również możliwość kierowania radiowozem i ścigania złodziei. Ścieżka dźwiękowa składa się głównie z utworów zespołu Fear Factory. Gra jest sequelem gry Test Drive 5.
W grze występują trasy w 5 miastach. Pojazdy w Test Drive 6 są podzielone na 4 klasy i pojazdy policyjne.